# Gunnar Pétursson
Gunnar Pétursson (* 31. März 1930; † 4. Mai 2022 in Ísafjörður) war ein isländischer Skilangläufer.

## Biografie
Gunnar Pétursson belegte bei den Olympischen Winterspielen 1952 im Rennen über 18 Kilometer den 32. Platz und wurde im 4 × 10 km Staffelrennen zusammen mit Ebeneser Þórarinsson, Jón Kristjánsson und Ivar Stefánsson Elfter.
Sein Bruder Oddur Pétursson war ebenfalls Skilangläufer und nahm an den Olympischen Winterspielen 1952 und 1956 teil.